# تلفزيون مانشستر يونايتد
قناة تلفزيون مانشستر يونايتد (MUTV) هي قناة تلفزيونية استثنائية مملوكة ومدارة من قبل نادي مانشستر يونايتد الانجليزي لكرة القدم.لقد تم بث القناة لأول مرة في 10 سبتمبر 1998.
تقدم قناة تلفزيون مانشستر يونايتد لمشجعي نادي مانشستر يونايتد لقاءات حصرية مع اللاعبين والموظفين ومباريات كاملة بما في ذلك جميع مباريات الدوري الانجليزي (يتم بثها بشكل عام في منتصف ليل اليوم الذي تم فيه لعب المباراة) و تقدم بث مباشر للمباريات الاحتياطية والأكاديمية وللمباريات الكلاسيكية بالإضافة إلى أخبار كرة القدم والبرامج الاخرى ذات الطابع الخاص. تذيع المحطة أيضا بث مباشر لجميع مباريات الفريق الودية والاستعدادية للموسم (بما في ذلك الكأس الدولي للأبطال).
عندما تم تأسيسها، كانت القناة موجودة كمشروع مشترك ثلاثي بين مانشستر يونايتد و ITV plc وBSkyB. في 16 نوفمبر 2007، باعت شركة ITV plc حصتها البالغة 33.3٪ في القناة إلى مانشستر يونايتد. حذت BSkyB حذوها في 22 يناير 2013، مما جعل مانشستر يونايتد 100٪ مملوكة من قِبَل مانشستر يونايتد.
أطلقت القناة بدقة عالية (HD) في شهر تموز عام 2014 على منصة ساي في المملكة المتحدة وايرلندا.